# FK Pļaviņas DM
Der FK Pļaviņas DM ist ein lettischer Fußballverein mit Sitz in Pļaviņas und gilt seit 2014 als einer der schlechtesten Fußballvereine aller Zeiten. Derzeit befindet sich der Verein in der lettischen dritten Liga.

## Geschichte
Der Verein trat erst im Jahre 2004 in Erscheinung, als dessen Frauenfußball-Abteilung den dritten Tabellenplatz in der obersten Frauenliga Lettlands belegte. Die Männer dagegen erhielten erst 2008 Bekanntheit, als sie bei ihrer ersten Teilnahme am lettischen Fußballpokal in der ersten Runde gegen FK Valka mit 1:6 ausschieden. 14 Mal nahm Pļaviņas am Pokal teil, scheiterte jedoch meist in den ersten beiden Runden. Die erfolgreichste Pokalsaison war 2017, als der Verein FK Sirius und FK Aliance besiegte und erst in der dritten Runde gegen Preiļu BJSS mit 0:6 ausschied.
Den größten Erfolg in der Liga erreichte der Verein, als er 2014 in die Pirma Liga, die zweite Stufe des lettischen Fußballs, aufstieg. Am 5. April 2014 gab Pļaviņas/DM sein Debüt gegen FK Auda und verlor 0:6. Während das zweite Spiel, beziehungsweise das erste Heimspiel des Vereins nur 0:0 Unentschieden gegen FK Smiltene ausging, erlitt man am dritten Spieltag eine deftige 1:10-Niederlage gegen FK Tukums 2000. Der Negativtrend ging weiter und kein einziges Mal konnte Pļaviņas ein Spiel über die vollen 90 Minuten gewinnen. Erst am letzten Spieltag, am 8. August 2014 gegen FK Salaspils, konnte man durch ein torloses 0:0 Unentschieden wieder einen Punkt holen. Am Ende der Saison wurde der FK Pļaviņas DM mit nur 2 Punkten Letzter. Insgesamt erzielte die Offensive nur 10 Tore (0,33 pro Partie) und die Defensive kassierte 228 Gegentreffer, das sind 7,6 pro Partie. Der Verein stieg in die dritte Liga ab und gilt durch die Zweitliga-Saison als einer der schlechtesten Fußballvereine aller Zeiten. In der Geschichte gab es nur drei Mannschaften die schlechter waren, als die Letten. 1995/96 der belgische Viertligist SSA Antwerpen mit 0 Punkten und 271 Gegentore in 30 Ligapartien, die englische fünftklassige Frauenmannschaft der Burton Brewers mit 0 Punkten und 234 Gegentore in 11 Ligapartien 2000/01 und der estnische Viertligist FC Valga Warrior mit 3 Punkten und 249 Gegentoren in 26 Ligapartien 2023.
Derzeit befindet sich Pļaviņas/DM in der lettischen dritten Liga und erreichte 2023 den dritten Tabellenplatz. Am lettischen Pokal nahm der Verein 2023 auch teil, scheiterte jedoch bereits in der ersten Runde gegen Limbaži (0:3). In der aktuellen Pokalsaison 2024 ist Pļaviņas ebenfalls dabei und erreichte nach dem Sieg gegenüber DSVK Traktors (1:2) die zweite Runde.

## Frauenmannschaft
FK Pļaviņas DM verfügt unter dem Namen FK Pļaviņas DM-VSS über eine Frauen-Fußballmannschaft, die von 2004 bis 2009 an der obersten Spielklasse in Lettland teilnahm. 2004 erreichten die Ladies den dritten Tabellenplatz, was die historisch beste Ligaplatzierung des Vereins darstellt.

## Wappen
Der Verein hat das gleich Wappen, wie die Stadt Pļaviņas. Der einzige unterschied, ist der Städtename über das Wappen und die Verwendung von FK (= Futbola Klubs) und DM. Die Vereinsfarben sind Gelb-Grün. 

Wappen der Stadt Pļaviņas

## Stadion
Die Heimspielstätte des Vereins ist das Stadions Gostiņi, welches eine Kapazität von 1000 Zuschauern verfügt.

## Erfolge
- Aufstieg in die 2. Liga: 2013/14

### Alle 2. Liga-Spiele im Überblick (2014)
| Spieltag | Datum          | Ort | Rang  | Gegner           | Ergebnis |
| -------- | -------------- | --- | ----- | ---------------- | -------- |
| 1        | Sa. 05.04.2014 | A   | (16.) | FK Auda          | 6:0      |
| 2        | Sa. 12.04.2014 | H   | (15.) | FK Smiltene/BJSS | 0:0      |
| 3        | Sa. 19.04.2014 | H   | (12.) | Rezeknes BJSS    | 1:10     |
| 4        | Sa. 26.04.2014 | A   | (13.) | FK Tukums 2000   | 5:1      |
| 5        | Do. 01.05.2014 | A   | (15.) | FK 1625 Liepaja  | 6:0      |
| 6        | So. 04.05.2014 | H   | (15.) | JFK Saldus       | 1:5      |
| 7        | Sa. 10.05.2014 | A   | (15.) | Preilu BJSS      | 9:1      |
| 8        | Sa. 17.05.2014 | H   | (16.) | FK Jekabpils     | 0:7      |
| 9        | Sa. 24.05.2014 | H   | (16.) | AFA Olaine       | 0:5      |
| 10       | So. 01.06.2014 | A   | (16.) | SFK United       | 7:1      |
| 11       | Sa. 07.06.2014 | A   | (16.) | Valmiera FC      | 11:0     |
| 12       | Sa. 14.06.2014 | H   | (16.) | FB Gulbene-2005  | 0:16     |
| 13       | Sa. 21.06.2014 | A   | (16.) | FK Ogre          | 8:0      |
| 14       | Sa. 28.06.2014 | H   | (16.) | FK RFS           | 0:7      |
| 15       | Sa. 26.07.2014 | H   | (16.) | FK Salaspils     | 0:2      |
| 16       | Sa. 02.08.2014 | H   | (16.) | FK Auda          | 0:3      |
| 17       | Sa. 09.08.2014 | A   | (16.) | FK Smiltene/BJSS | 8:0      |
| 18       | Sa. 16.08.2014 | A   | (16.) | Rezeknes BJSS    | 12:0     |
| 19       | Sa. 23.08.2014 | H   | (16.) | FK Tukums 2000   | 3:11     |
| 20       | Sa. 30.08.2014 | A   | (16.) | JFK Saldus       | 2:1      |
| 21       | Sa. 06.09.2014 | H   | (16.) | Preilu BJSS      | 0:13     |
| 22       | Sa. 13.09.2014 | A   | (16.) | FK Jekabpils     | 8:0      |
| 23       | Sa. 20.09.2014 | A   | (16.) | AFA Olaine       | 12:1     |
| 24       | Sa. 27.09.2014 | H   | (16.) | SFK United       | 0:7      |
| 25       | Sa. 04.10.2014 | H   | (16.) | Valmiera FC      | 0:7      |
| 26       | So. 12.10.2014 | A   | (16.) | FB Gulbene-2005  | 8:0      |
| 27       | Sa. 18.10.2014 | H   | (16.) | FK Ogre          | 0:8      |
| 28       | Sa. 25.10.2014 | A   | (16.) | FK RFS           | 20:0     |
| 29       | Sa. 01.11.2014 | H   | (16.) | FK 1625 Liepaja  | 0:5      |
| 30       | Sa. 08.11.2014 | A   | (16.) | FK Salaspils     | 0:0      |
| Quelle:  |                |     |       |                  |          |

### Legende
- Rang = Die Platzierung des FK Pļaviņas DM in der Tabelle, zum Zeitpunkt nach dem Spiel